# Bakreni krešič
Bakreni krešič (znanstveno ime Carabus cancellatus) je vrsta krešičev, ki so prisotni tudi v Sloveniji.

## Opis
Odrasli bakreni krešiči zrastejo v dolžino med 17 in 32 mm, vrsta pa je razširjena po osrednji in severni Evropi, pa vse do Sibirije na vzhodu. Kasneje ga je človek zanesel tudi v Severno Ameriko. 

## Podvrste
Obstaja devet podvrst bakrenega krešiča:
- Carabus cancellatus alessiensis Apfelbeck 1901
- Carabus cancellatus cancellatus Illiger, 1798
- Carabus cancellatus carinatus Charpentier, 1825
- Carabus cancellatus corpulentus Kraatz, 1880
- Carabus cancellatus emarginatus Duftschmid, 1812
- Carabus cancellatus excisus Dejean, 1826
- Carabus cancellatus graniger Palliardi, 1825
- Carabus cancellatus tibiscinus Csiki, 1906
- Carabus cancellatus tuberculatus Dejean, 1826